# Capparis artensis
Capparis artensis är en kaprisväxtart som beskrevs av Montr. Capparis artensis ingår i släktet Capparis och familjen kaprisväxter. Inga underarter finns listade i Catalogue of Life.